# Chris Amon
Christopher Arthur Amon MBE (Bulls, Novi Zeland, 20. srpnja 1943. – Rotorua, Novi Zeland, 3. kolovoza 2016.) je bivši novozelandski vozač automobilističkih utrka.

## Rezultati u Formuli 1
| Sezona | Momčad             | Šasija             | Motor                             | Utrke | Pobjede | Podiji | Bodovi | Plasman |
| ------ | ------------------ | ------------------ | --------------------------------- | ----- | ------- | ------ | ------ | ------- |
| 1963.  | Reg Parnell Racing | Lola Mk4A Lotus 24 | Climax FWMV 1.5 V8 BRM P56 1.5 V8 | 8 (6) | 0       | 0      | 0      | —       |

## Vanjske poveznice
- Chris Amon na racing-reference.info